# Loch Ericht
Loch Ericht är en sjö i Storbritannien.   Den ligger i kommunen Perth and Kinross och riksdelen Skottland, i den norra delen av landet, 600 km nordväst om huvudstaden London. Loch Ericht ligger 358 meter över havet. Arean är 18,6 kvadratkilometer. Omgivningarna runt Loch Ericht är i huvudsak ett öppet busklandskap. Den sträcker sig 22,3 kilometer i nord-sydlig riktning, och 14,0 kilometer i öst-västlig riktning.